# Ormideia
Ormideia (greacă Ορμήδεια) sau Ormidhia este o așezare din Districtul Larnaca aflat în sud-estul Ciprului. Are o populație de 4189 de locuitori (în anul 2011).
Satul este o enclavă pe  teritoriul bazei suverane britanice de peste mări Dhekelia.